# Григорий Никомидийский
Григо́рий Никомиди́йский или Григо́рий, аске́т в зали́ве Никомиди́йском (греч. Γρηγόριος τοῦ ἄσκησαντος εἰς τὸν κόλπον τῆς Νικομηδείας) (ок. 1190—1240) — греческий православный иеромонах, аскет. Причислен к лику преподобных.
Григорий родился в области Вифиния. Мирское имя Григория неизвестно. Родители его были православные христиане, знаменитые и благородны происхождением. Григорий, согласно житию, получил хорошее светское образование. Затем поступил в один из лучших монастырей, в котором принял постриг и обучился церковному пению, а после этого был рукоположен в дьяконы, а затем в священники. Преследуемый завистью, происходившей от людей, Григорий уходит в другой монастырь, находящийся в окрестностях одной из деревень. В этой обители жил родной брат Григория. Здесь он подвизался вместе с братом. Прожив в обители три года, Григорий попросил разрешение у настоятеля отпустить его в более уединенное место, Григорий решил проводить жизнь в безмолвии и поднялся на близлежащую гору, находившейся в заливе около Никомидии, где решил остаться навсегда. Он построил каливу (маленькую хижину). Григорий умер в возрасте 50 лет. Никаких письменных сочинений Григорий не оставил. Память Григория не отмечена в древних синаксарях Греческой Церкви. Житие преподобного написано в середине XIV века Иосифом Калофетом, который умер в 1355 году. В 1803 году Никодим Святогорец включил житие Григория в свою книгу «Νέον Εκλόγιον» («Новый эклогион») под 2 апреля.